# Wwedenskoje-Friedhof

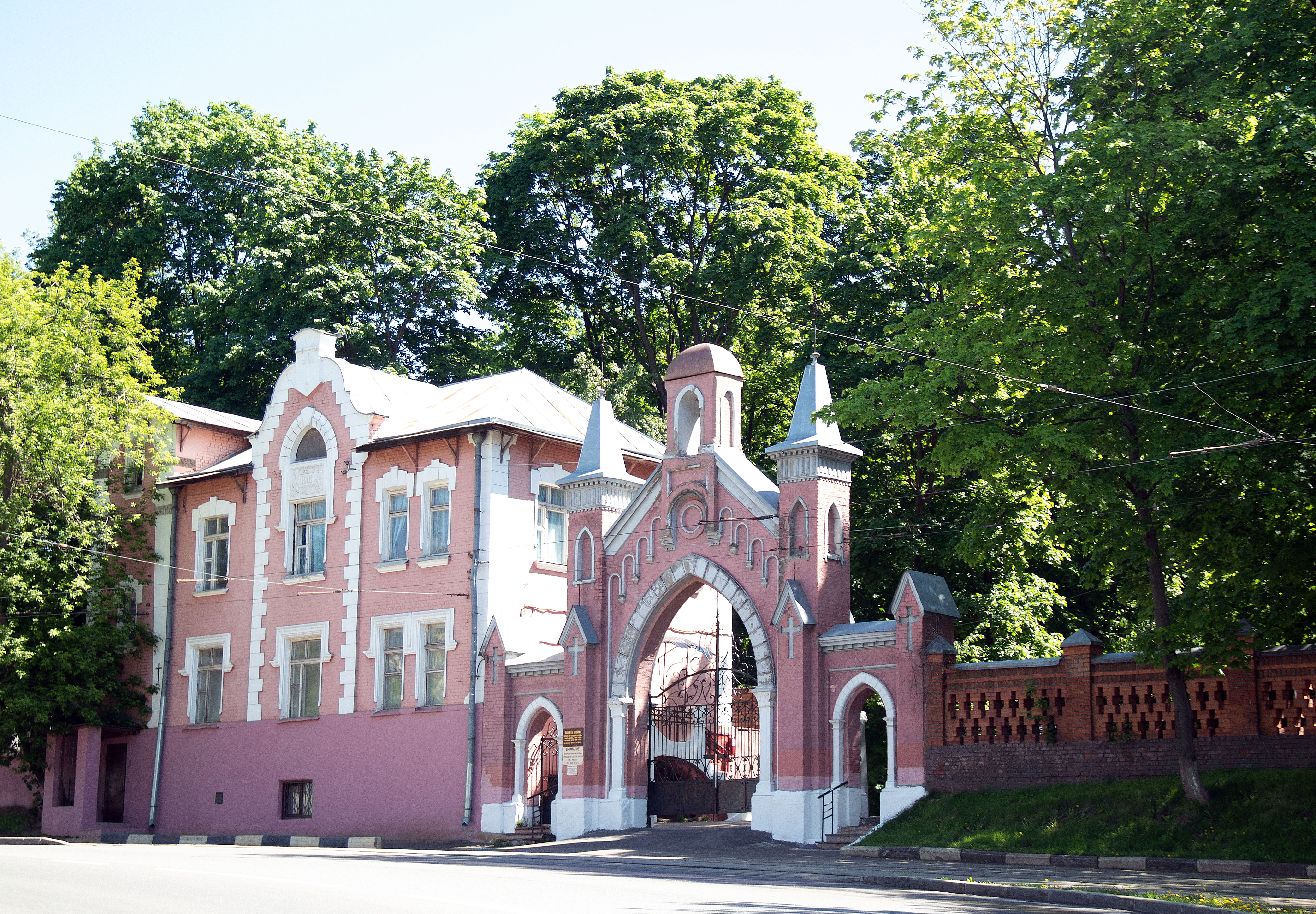
Eingangsgebäude

Der Wwedenskoje-Friedhof (russisch Введенское кладбище; wiss. Transliteration: Vvedenskoe kladbišče) befindet sich im alten Moskauer Stadtteil Lefortowo (wiss. Transliteration: Lefortovo). Er wurde Ende des 18. Jahrhunderts angelegt und diente ursprünglich für Bestattungen nichtorthodoxer Stadtbewohner, also vorwiegend Ausländer. Er wird auch als „Vvedensker Friedhof“ und „Deutscher Friedhof“ bezeichnet. Heute finden sich dort auch mehrere Gräber berühmter Persönlichkeiten.

## Geschichte

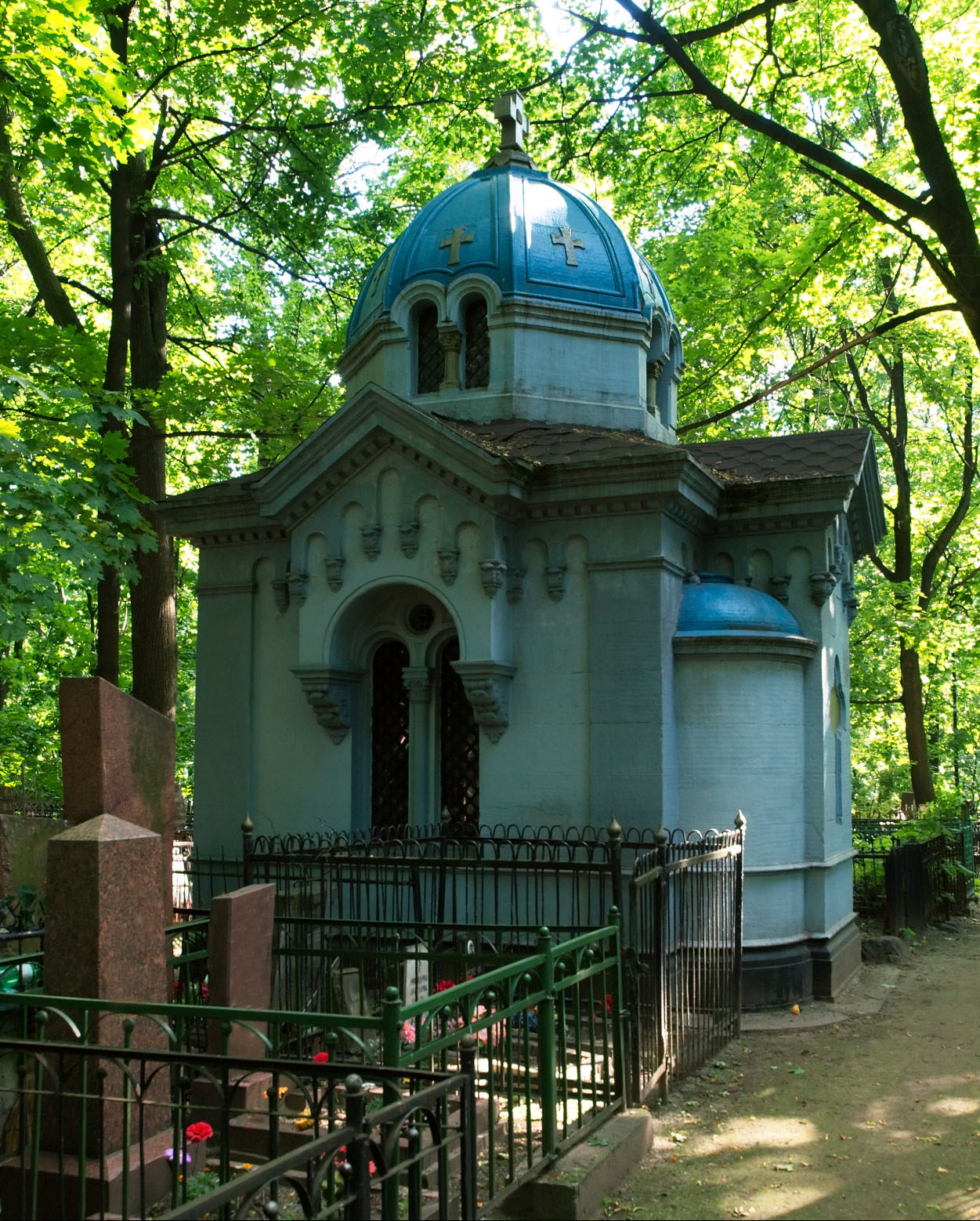
Ein Mausoleum auf dem Wwedenskoje-Friedhof

Erste Begräbnisstätten für Andersgläubige existierten in Moskau schon im 17. Jahrhundert. Zu den Personen, die dort bestattet worden waren, gehörten beispielsweise im Zarentum Russland lebende Kaufleute aus dem europäischen Ausland, darunter auch viele Deutsche. Auf den damals weit verbreiteten Kirchhöfen der Stadt konnten sie ihre Verstorbenen nicht beisetzen lassen, da diese Friedhöfe orthodoxen Christen vorbehalten waren.
Ende des 17. Jahrhunderts entstand in der östlichen Umgebung der Zarenhauptstadt eine speziell für Ausländer erbaute Siedlung, die unter dem Namen Nemezkaja sloboda („Deutsche Vorstadt“; wiss. Transliteration: Nemeckaja sloboda) bekannt war. Dort befand sich seit dieser Zeit und bis zum 19. Jahrhundert das erste lutherische Kirchengebäude Moskaus, an das ein kleiner Gemeindefriedhof angrenzte. Die wohl prominenteste dort beigesetzte Person war der Schweizer Admiral François Le Fort, der in der Vorstadt lebte und nach dem der dort gelegene Stadtteil Lefortowo später benannt wurde. Dieser Kirchhof und somit auch Le Forts Grab sind heute nicht mehr erhalten.
Der heutige Wwedenskoje-Friedhof entstand im Jahre 1771 während einer großen Pest-Epidemie, die in jenem Jahr in Moskau herrschte und insgesamt bis zu 200.000 Stadtbewohner dahinraffte. Damals wurden außerhalb der Stadtgrenzen zeitgleich mehrere neue Großfriedhöfe angelegt, um alle Verstorbenen begraben zu können. Auch die in Moskau lebenden Andersgläubigen erhielten nahe ihrer Siedlung einen neuen Friedhof. Dessen heutiger Name leitet sich von den Wwedenski-Höhen ab, einer natürlichen Erhebung in Lefortowo am linken Ufer des Flusses Jausa.
Auch nach dem Rückzug der Pest blieb der Wwedenskoje-Friedhof die Hauptbegräbnisstätte der Moskauer Evangelisten, Lutheraner und Katholiken. Dies dauerte bis zur Oktoberrevolution des Jahres 1917. Danach wurden alle im Land aktiven christlichen Kirchen und andere religiöse Bewegungen von den kommunistischen Machthabern unterdrückt, wobei viele Kirchengebäude zweckentfremdet oder zerstört wurden. Den Friedhöfen wurde ihr konfessioneller Status aberkannt. Folglich wurde auch auf dem Wwedenskoje-Friedhof seitdem unabhängig von der Nationalität oder Religionszugehörigkeit beigesetzt.
Bis heute sind auf dem Wwedenskoje-Friedhof dennoch relativ viele Grabstätten der vorrevolutionären Zeit erhalten geblieben, was das architektonische Erscheinungsbild des Gottesackers von den anderen Moskauer Friedhöfen unterscheidet. Die 1911 erbaute Friedhofskapelle wurde in jüngster Zeit restauriert und wird heute wieder als lutherisches Gotteshaus genutzt.

## Gräber prominenter Personen

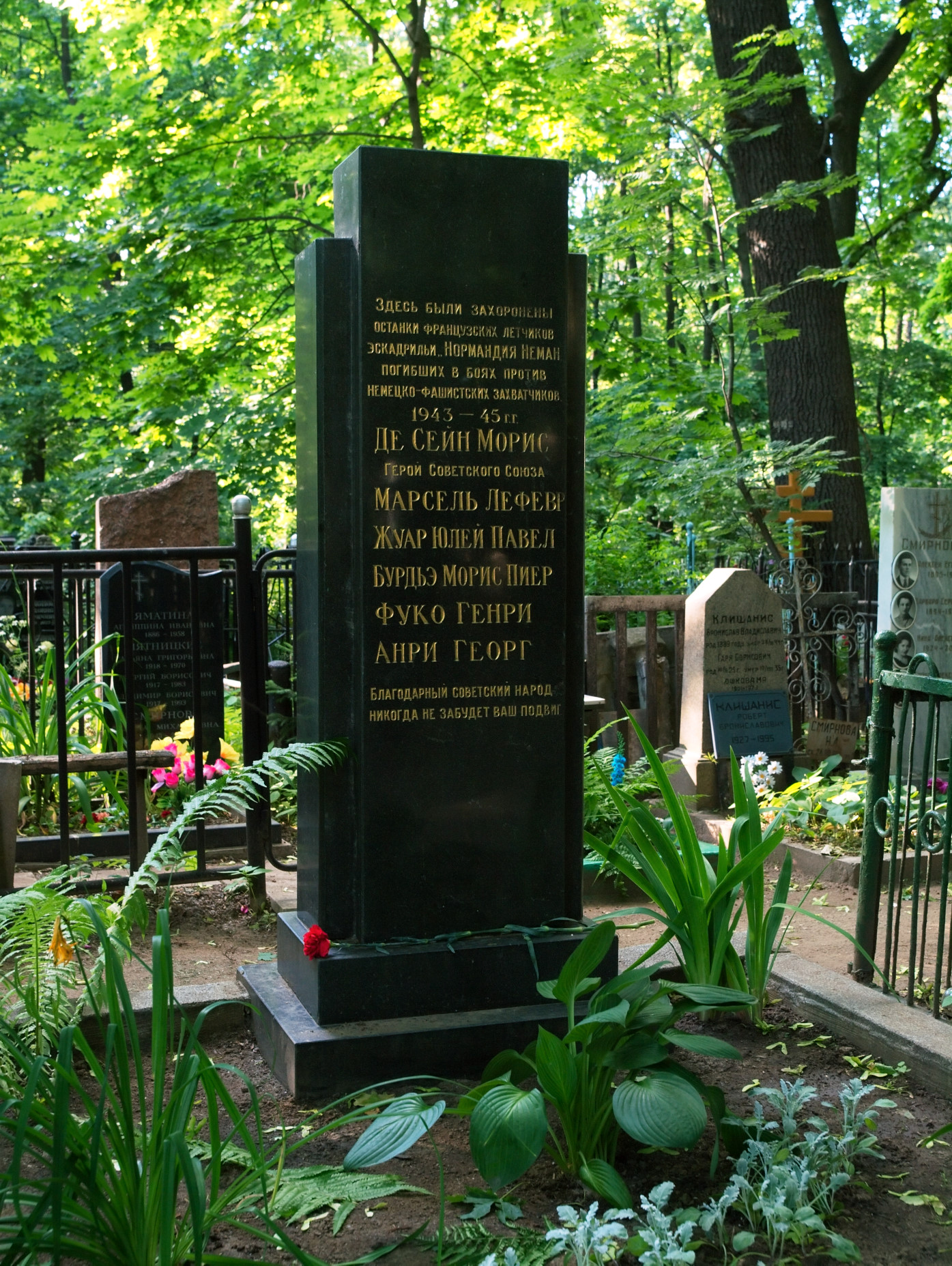
Denkmal für sechs französische Piloten des Jagdfliegergeschwaders Normandie-Njemen

- Robert Bartini (1897–1974), Flugzeugkonstrukteur
- Alexander Batschelis (1903–1968), Brückenbau-Ingenieur
- Wiktor Bolchowitinow (1899–1970), Flugzeugkonstrukteur
- Emmanuil Brawerman (1931–1977), Mathematiker, Kybernetiker, Informatiker und Hochschullehrer
- Lidija Breslawez (1882–1967), Zytologin und Zytogenetikerin
- Jean-Baptiste de Chamborant (1740–1809), General, Gouverneur von Zitomir, (stammt aus dem französischen Grafengeschlecht 'de Chamborant')
- Iwan Danischewski (1897–1979), Tschekist und Luftfahrtingenieur
- John Field (1782–1837), Komponist
- Ilja Frank (1908–1990), Physiker
- Naftali Frenkel (1883–1960), Mit-Organisator des Gulag-Systems
- Iwan Galanin (1899–1958), sowjetisch-russischer Generalleutnant
- Jekaterina Genijewa (1946–2015),  Anglistin und Bibliothekarin
- Jewgeni Golubew (1910–1988), Komponist
- Patrick Gordon (1635–1699), Feldmarschall; war ursprünglich an der lutherischen Kirche zu Lefortowo beigesetzt und wurde später auf den Wwedenskoje-Friedhof umgebettet
- Wladimir Gribkow (1902–1960), Schauspieler, Synchronsprecher und Estrada-Sänger[1]
- Friedrich Joseph Haass (1780–1853), Arzt und Philanthrop
- Jewgeni Hübschmann (1905–1973), Verkehrsingenieur, Brückenbau-Ingenieur und Hochschullehrer
- Romuald Iodko (1894–1974), Bildhauer und Hochschullehrer
- Iwan Jefimow (1878–1959), Bildhauer und Hochschullehrer
- Alexander Kasanzew[2] (1906–2002), Schriftsteller und Schachkomponist
- Roman Klein (1858–1924), Architekt
- Marija Knebel (1898–1985), Schauspielerin, Regisseurin und Hochschullehrerin
- Nikolai Koroljow (1917–1974), Boxer
- Konstantin Kracht (1868–1919), Bildhauer
- Michail Litwinow (1847–1918), Psychiater, Leiter der Psychiatrischen Klinik Nr. 1 in Buraschewo bei Twer von 1884 bis 1895, Namensgeber der Klinik
- Konstantin Melnikow (1890–1974), Architekt
- Alexander Nadaschkewitsch (1897–1967), Luftfahrtingenieur
- Marija Neuburg (1894–1962), Paläobotanikerin
- Juri Oserow (1921–2001), Regisseur
- Helmuth von Pannwitz (1898–1947), General
- Sofija Parnok (1885–1933), Dichterin
- Emilia Pawlowskaja (1853–1935), Opern- und Konzertsängerin sowie Gesangslehrerin am Moskauer Bolschoi-Theater.[3]
- Tatjana Peltzer (1904–1992), Schauspielerin
- Grigori Perederi (1871–1953), Brückenbau-Ingenieur und Hochschullehrer
- Waleri Popentschenko (1937–1975), Boxer
- Michail Prischwin (1873–1954), Schriftsteller
- Iwan Prokofjew (1877–1958), Brückenbau-Ingenieur und Hochschullehrer
- Alberto Sánchez Pérez (1895–1962), Maler und Bildhauer
- Erich Rahr (1875–1934), Kinderarzt
- Iwan Rerberg (1869–1932), Architekt
- Abram Room (1894–1976), Regisseur und Drehbuchautor
- Igor Roschin (1908–2005), Architekt und Hochschullehrer
- Olga Schisnewa (1899–1972), Schauspielerin
- Lidija Seifullina (1889–1954), Schriftstellerin
- Dmitri Sjornow (1907–1971), Physiker und Hochschullehrer
- Wassili Subow (1900–1963), Philosoph, Kunst-, Mathematik- und Wissenschaftshistoriker
- Iwan Susloparow (1897–1974), General im Zweiten Weltkrieg
- Rosa Tamarkina (1920–1950), ukrainisch-russische Pianistin, Frau von Emil Gilels
- Alla Tarassowa (1898–1973), Schauspielerin
- Wladimir Tschertkow (1854–1936), Verleger
- Anna Tschertkowa (1859–1927), Schriftstellerin
- Elga Wadezkaja (1936–2018), Prähistorikerin und Archäologin
- Apollinari Wasnezow (1856–1933), Maler
- Wiktor Wasnezow (1848–1926), Maler
- Frida Wigdorowa (1915–1965), Journalistin und Schriftstellerin
- Michail Winokurow (1890–1955), Eisenbahningenieur und Hochschullehrer
- Wladimir Zimmerling (1931–2017), Bildhauer
- Pawel Zybin (1905–1992), Luftfahrtpionier
- Nikolai Zytowitsch (1900–1984), Geotechniker, Geokryologe und Hochschullehrer